# Вулиця Уласа Самчука (Тернопіль)
Вулиця Уласа Самчука — вулиця в житловому масиві «Канада» міста Тернополя. Названа на честь українського письменника, журналіста і публіциста Уласа Самчука.

## Відомості
Розпочинається від проспекту Степана Бандери, пролягає на північ, згодом — на північний схід, де переходить у двір будинків №31-33. До іншої частини вулиці можна дістатися вулицями Василя Безкоровайного та Степана Балея. На вулиці розташовані як приватні, так і багатоквартирні будинки. На початку вулиці на схід відгалужується вулиця Полковника Дмитра Вітовського, наприкінці вулиці зі сходу примикає вулиця Уласа Самчука-бічна.

## Транспорт
Рух вулицею — двосторонній, дорожнє покриття — асфальт. Громадський транспорт по вулиці не курсує, найближчі зупинки знаходяться на проспекті Степана Бандери.